# Stony Point (Nowy Jork)
Stony Point – miasto w Stanach Zjednoczonych, w stanie Nowy Jork, w hrabstwie Rockland.